# Анна Бесараб
Анна (Ганна) Бесараб або Ганна Волоська (болг. Анна Басараб; рік народження і смерті невідомі) — волоська принцеса і болгарська цариця, друга дружина Видинського царя Івана Срацимира.

## Біографія
Анна народилася в родині князя, великого воєводи Валахії з династії Басарабів Ніколая Александру I і його другої дружини угорської католички Клари Добкаї. Її молодшою сестрою була Анка, що вийшла заміж за царя Сербії Стефана Уроша V.
Анна була племінницею по батькові Феодори (Теодори) Бесараб, першої дружини болгарського царя Івана Александра (1331—1371) і матері її чоловіка Івана Срацимира.
Близько 1356—1357 року вийшла заміж за царя Видинського царства Івана Срацимира, у якого це був другий шлюб. Ймовірно, шлюб був реакцією на розлучення Івана Александра і Феодори (Теодори) Бесараб з метою послабити позиції нової цариці єврейки Сари-Феодори. Невідомо, яку роль зіграла тітка Анни — Феодора Бесараб в укладенні шлюбу між її сином і її племінницею.

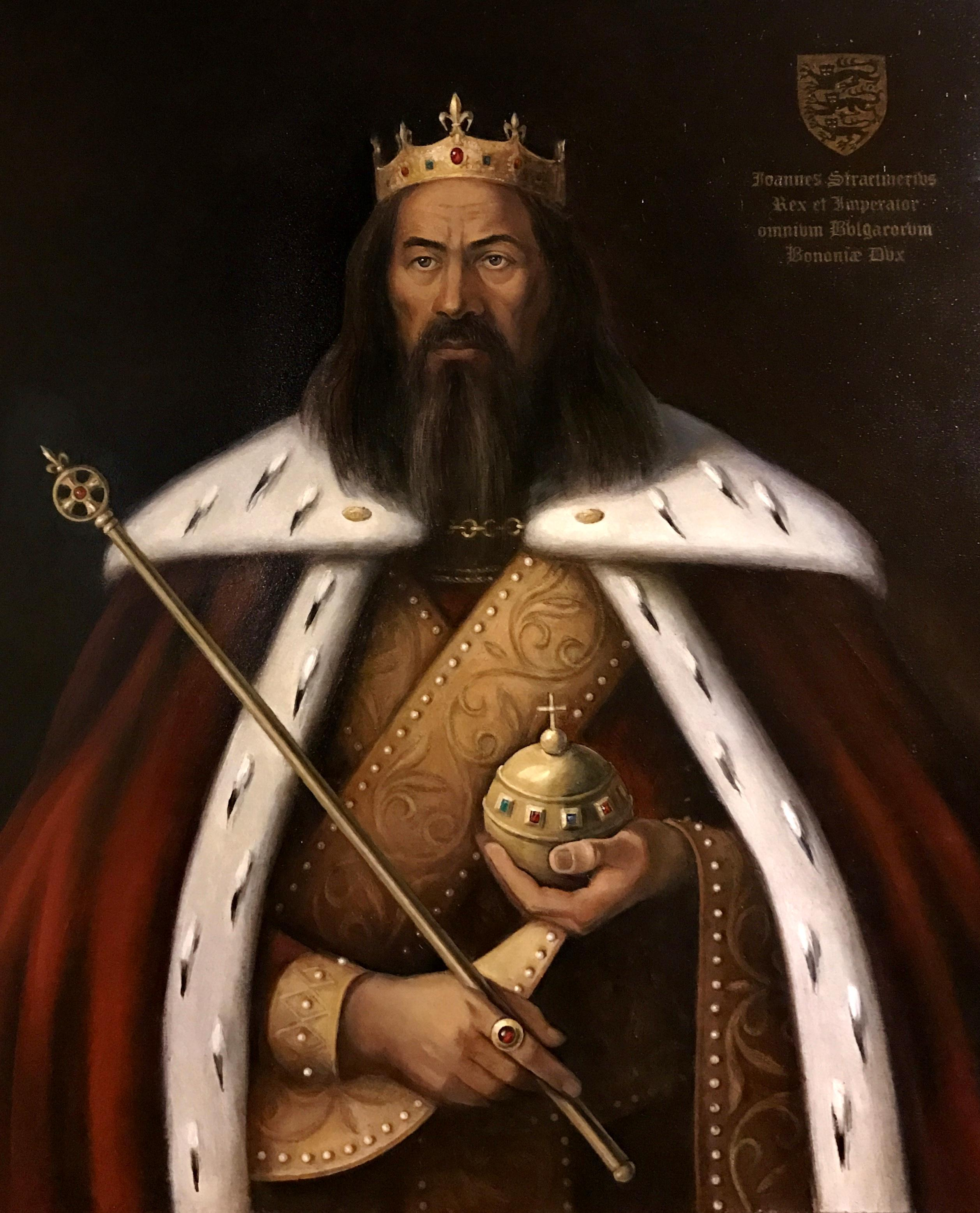
Сучасний портрет царя Івана Срацимира, чоловіка Анни Бесараб

Після його одруження на Івані Срацимирі, Анна Бессараб оселилася у Відні.
У шлюбі з Іваном Срацимиром народила:
1. Доротею, вийшла заміж за боснійського бана Твртко I.
2. Костянтина, єдиного сина і спадкоємця Івана Срацимира, який правив Видинським царством після смерті батька до 1422 року.
3. Дочка (невідомого імені).

У 1365—1369 роках Видинське царство було окуповано військами Королівства Угорщина. Царська сім'я була захоплена в замку Хумник (нині в Босильєво, Хорватія), після чого бранці змушені були прийняти католицьку віру. Пізніше царська сім'я була звільнена, але доньки Анни залишилися в Угорщині. Одна незабаром померла, а Доротея, вийшла заміж за боснійського бана Твртко I.
Болгарська цариця Анна відома своєю, так званою, «Видинської колекцією», в тому числі, «Видинським Псалтирем» (1359—1360).
Анна була вихована католичкою. Невідомо, чи прийняла вона східне православ'я в Болгарії, але Псалтир, який вона замовила виготовити, містить лише агіографії православних святих, що є вказівкою на те, що вона, швидше за все, навернулася до Православ'я.